# Криптерия
„Криптерия“ е симфонична метъл група от Германия.
През 2001 г. е създаден „поп музикален театрален студио проект“ със същото име, като идеята била да се използват различни вокалисти. Корейската певица от немски произход Джи-Ин Чо (Ji-In Cho) става вокал през 2004 година.
Издаденият едноименен студиен албум под името Krypteria по-късно е редактиран и преиздаден като Liberatio. След образуването на Криптерия през 2004 г. групата издава 4 студийни албума, последнит от които е през 2011 и се нарича All Beauty Must Die („Всичко красиво трябва да умре“).

## История
През 2001 г. бъдещите членове на Криптерия (Chris Siemons, Frank Stumvoll и S.C. Kuschnerus) се събитрат за съвместен запис на CD. По това време все още нямат вокалист, защото музикантите са искали да запишат CD-то с много и различни „гласове“.
През 2003 г. е издаден албума Krypteria. Приблизително една година по-късно, след цунамито през 2004 г., германския телевизионен канал RTL ги попитал дали могат отново да презапишат песента Liberatio, като сингъл за подпомагане засегнатите от цунамито. Като вокал за песента била избрана Джи-Ин Чо, а от Sony / BMG, решават да преиздадат редактираната версия на първия ѝм албум под същото име. През 2004 г. групата била родена официално, след този проект.
Въпреки че Siemons и Kuschnerus изиграват водеща роля в записа на Liberatio, групата не ги включва официално в релийза. През 2005 г. излиза вторият запис и първи студиен албум на групата In Medias Res. Той постига голяма популярност в Южна Корея, родната страна на Джи-Ин Чо, където сингъла Victoriam Speramus заел първа позиция в чарта.
Третият запис на Криптерия е озаглавен Evolution Principle, и е издаден през 2006. Германското издание на Metal Hammer в своето ревю ги маркирани, като група с важна роля в съвременния готик-метъл в Германия.
На 19 януари 2007 г., Криптерия издава четвъртия си запис (и втори студиен албум), озаглавен Cry Bloodangel. Заглавието идва от песента The Night All Angels Cry.
В началото на 2008 г. групата обявява, че работи върху третия си студиен албум My Fatal Kiss, който издава, както следва: на 28.08.2009 г. – в Германия; на 29 януари 2010 г. – в останалата част от Европа. През пролет – лято 2010 Fatal Kiss е пуснат в световен мащаб.
Четвъртият студен албум на бандата All Beauty Must Die („Всичко красиво трябва да умре“) е пуснат на 22.04.2011 г. Издига се до 24 позиция на германския Media Control Charts, и е на най-успешният.

## Състав
| Име           | Инструмент | Картинка |
| ------------- | ---------- | -------- |
| Джи-Ин Чо     | вокали     |          |
| Крис Симънс   | китара     |          |
| Франк Стъмвол | бас        |          |
| С. К. Кушерус | барабани   |          |

## Дискография

### Студийни албуми
| Година | Албум               |
| ------ | ------------------- |
| 2005   | Liberatio           |
| 2005   | In Medias Res       |
| 2007   | Bloodangel's Cry    |
| 2009   | My Fatal Kiss       |
| 2011   | All Beauty Must Die |

### EP
Evolution Principle (2006), Synergy Records.

### Сингли
| Година | Сингъл                            | Албум                                 |
| ------ | --------------------------------- | ------------------------------------- |
| 2005   | Liberatio                         | Liberatio                             |
| 2005   | Victoriam Speramus                | In Medias Res                         |
| 2007   | Somebody Save Me                  | Bloodangel's Cry                      |
| 2009   | Ignition                          | My Fatal Kiss                         |
| 2009   | For You I'll Bring the Devil Down | My Fatal Kiss                         |
| 2011   | You Killed Me                     | All Beauty Must Die                   |
| 2011   | Live To Fight Another Day         | All Beauty Must Die                   |
| 2011   | BVB Meisterhymne 2011             | none, Borussia Dortmund merchandising |